# Clayallee
Die Clayallee verläuft in nord-südlicher Richtung durch die Berliner Ortsteile Grunewald, Schmargendorf, Dahlem und Zehlendorf bis zur Zehlendorfer Eiche.

## Geschichte
Zehlendorf war ein in Nord-Süd-Richtung ausgerichtetes Angerdorf. Der heute südliche Teil der Clayallee erschloss die nördliche Hälfte von Zehlendorf, wie ein Plan von 1819 zeigt. Zwischen 1820 und 1849 wurde dieser Teil als Hauptstraße angelegt, die nördlich an der heutigen Winfriedstraße endete. Bereits vor 1882 erhielt dieser Teil auch den Namen Hauptstraße.
Nach 1884 und vor 1900 wurde sie als Verlängerte Hauptstraße zur Zehlendorfer Gemarkungsgrenze verlängert. Dieser Teil wurde 1907 in Cecilienstraße umbenannt. Ein Tor, leicht südlich des heutigen U-Bahnhofs Oskar-Helene-Heim, trennte die Straße von ihrer Verlängerung durch den Grunewald. Letztere erhielt 1912 den Namen Kronprinzenallee. Am 18. September 1934 wurden der Abschnitt der Hauptstraße nördlich der Berliner Straße und die Cecilienstraße ebenfalls in Kronprinzenallee umbenannt. Damit hatte die Straße ihre heutige Ausdehnung erreicht. Nach den damaligen Ortsteilgrenzen führte sie ausschließlich durch Zehlendorf und Dahlem.
Dem Bau der U-Bahn im Jahr 1929 folgte die Besiedlung des umliegenden Gebietes. Nördlich der Königin-Luise-Straße wurde 1930 eine Straßenbahn durch die Kronprinzenallee gebaut. Nach dem Zweiten Weltkrieg wurde die Strecke nicht wieder in Betrieb genommen, jedoch wendeten hier weiterhin aus der Königin-Luise-Straße kommende Straßenbahnen, bis 1959 auch diese Strecke eingestellt wurde.
Am 1. Juni 1949 wurde die Kronprinzenallee zu Ehren des US-Militärgouverneurs der amerikanischen Besatzungszone in Deutschland, General Lucius D. Clay, des „Vaters“ der Berliner Luftbrücke, in Clayallee umbenannt. Sie ist neben der Pacelliallee eine der wenigen Straßen, die in West-Berlin nach einer – zum Zeitpunkt der Benennung – noch lebenden Person benannt wurden.

## Verkehr
Die überwiegend sechsstreifig ausgebaute Straße ist ein Teil der Verbindung der Berliner City-West mit dem Zehlendorfer Zentrum. Im Ortsteil Grunewald beginnt die Clayallee an der Kreuzung mit der Bernadottestraße als Verlängerung des Hohenzollerndamms. In Dahlem grenzt sie teilweise unmittelbar an den Forst Grunewald.
Mehrere Buslinien befahren Abschnitte dieser 4560 Meter langen Hauptverkehrsstraße, an der sich auch der U-Bahnhof Oskar-Helene-Heim der Linie U3 befindet, die hier die Clayallee im rechten Winkel unterquert. An der Kreuzung mit der Bundesstraße 1 endet die Clayallee und führt als Teltower Damm stadtauswärts weiter in Richtung Teltow.

## Sehenswürdigkeiten
Zwischen Pücklerstraße und Käuzchensteig befindet sich im Bussardsteig das Brücke-Museum Berlin mit Gemälden der Brücke-Künstlergruppe.

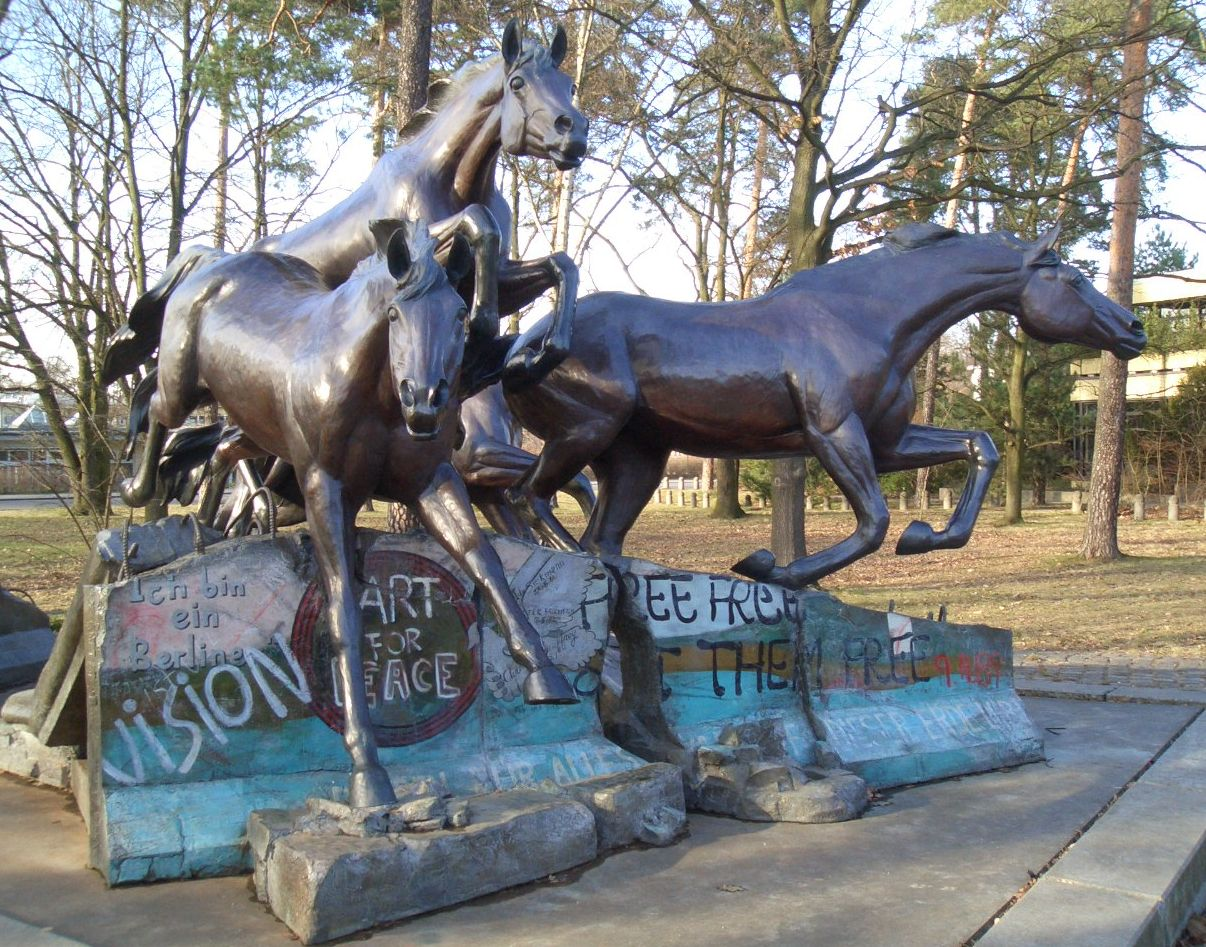
The Day the Wall Came Down von Veryl Goodnight, seit 1998

Entlang der Clayallee befanden sich bis Anfang der 1990er Jahre zahlreiche Einrichtungen und Wohnsiedlungen der US-amerikanischen Streitkräfte, die als Alliierte des Zweiten Weltkriegs in Berlin stationiert waren. Das US-Hauptquartier befand sich bis 1994 in den Gebäuden des 1936–  1938 erbauten ehemaligen Luftgaukommandos III. Im ehemaligen US-Kino Outpost und der ehemaligen Nicholson-Gedenkbibliothek befindet sich heute das AlliiertenMuseum. Blickfang ist ein britisches Transportflugzeug der Berliner Luftbrücke, das im Freigelände zwischen den Gebäudeteilen ausgestellt ist.
Zwischen AlliiertenMuseum und Hüttenweg befindet sich das Denkmal, das die Amerikaner – vertreten durch den ehemaligen US-Präsidenten George H. W. Bush – den Bürgern der Bundesrepublik Deutschland 1998 zum Andenken an den Fall der Berliner Mauer geschenkt haben. Es ist eine Skulptur der US-Amerikanerin Veryl Goodnight mit dem Titel The Day The Wall Came Down und zeigt fünf wild springende Pferde, die über die Trümmer der Berliner Mauer springen.
An der Clayallee an der Ecke des Hüttenwegs befindet sich ein Denkmal von Friedrich Wilhelm von Steuben.
50 Mal fand zwischen 1961 und 2010 in jedem Jahr das Deutsch-Amerikanische Volksfest auf dem Gelände der Trumanplaza an der Clayallee statt, bevor es wegen der Bebauung des Geländes nach Moabit umziehen musste.
Das Oskar-Helene-Heim befand sich an der Clayallee etwa 300 Meter südlich des U-Bahnhofs Oskar-Helene-Heim. Es war eine der größten orthopädischen Privatanstalten für Kinder und Jugendliche und schloss im Jahr 2000.

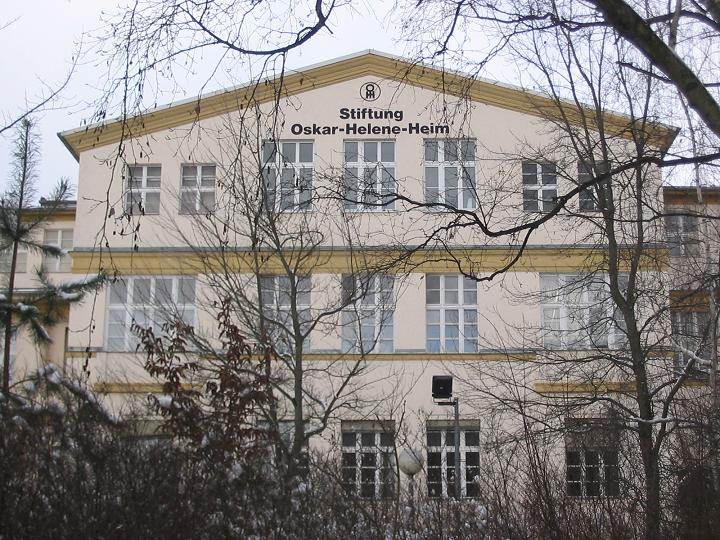
Oskar-Helene-Heim, ehemaliges Hauptgebäude
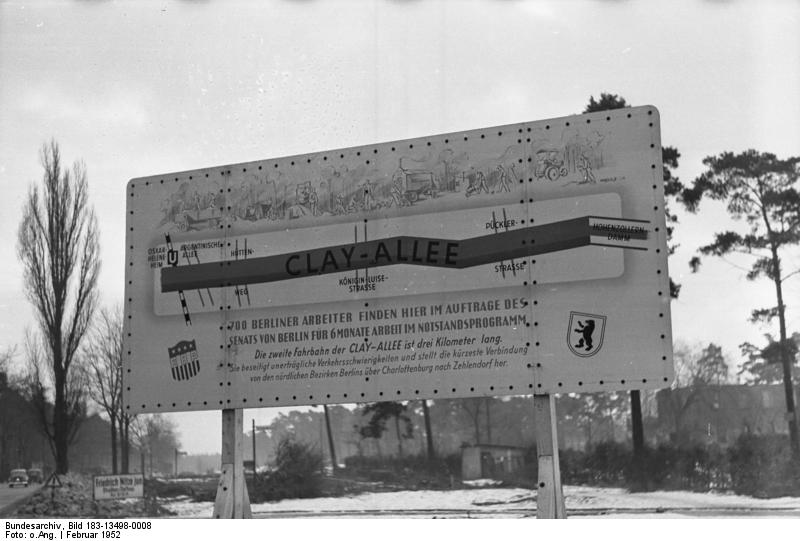
Ausbau der Clayallee, 1952
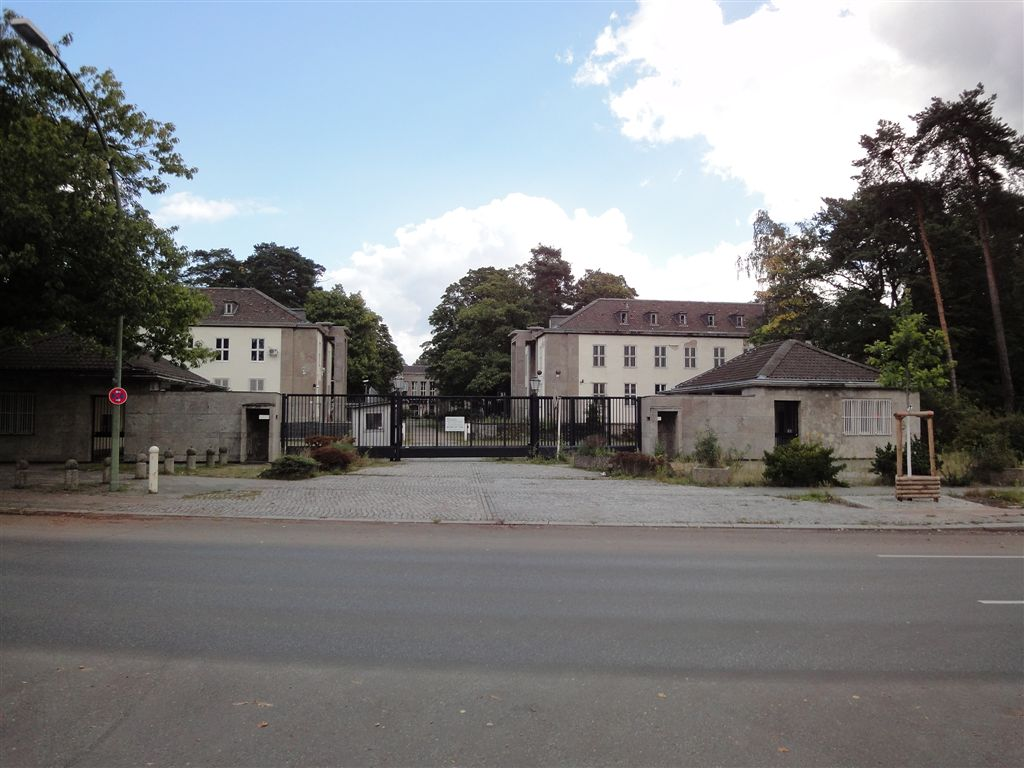
Zufahrt zum ehemaligen US-Hauptquartier
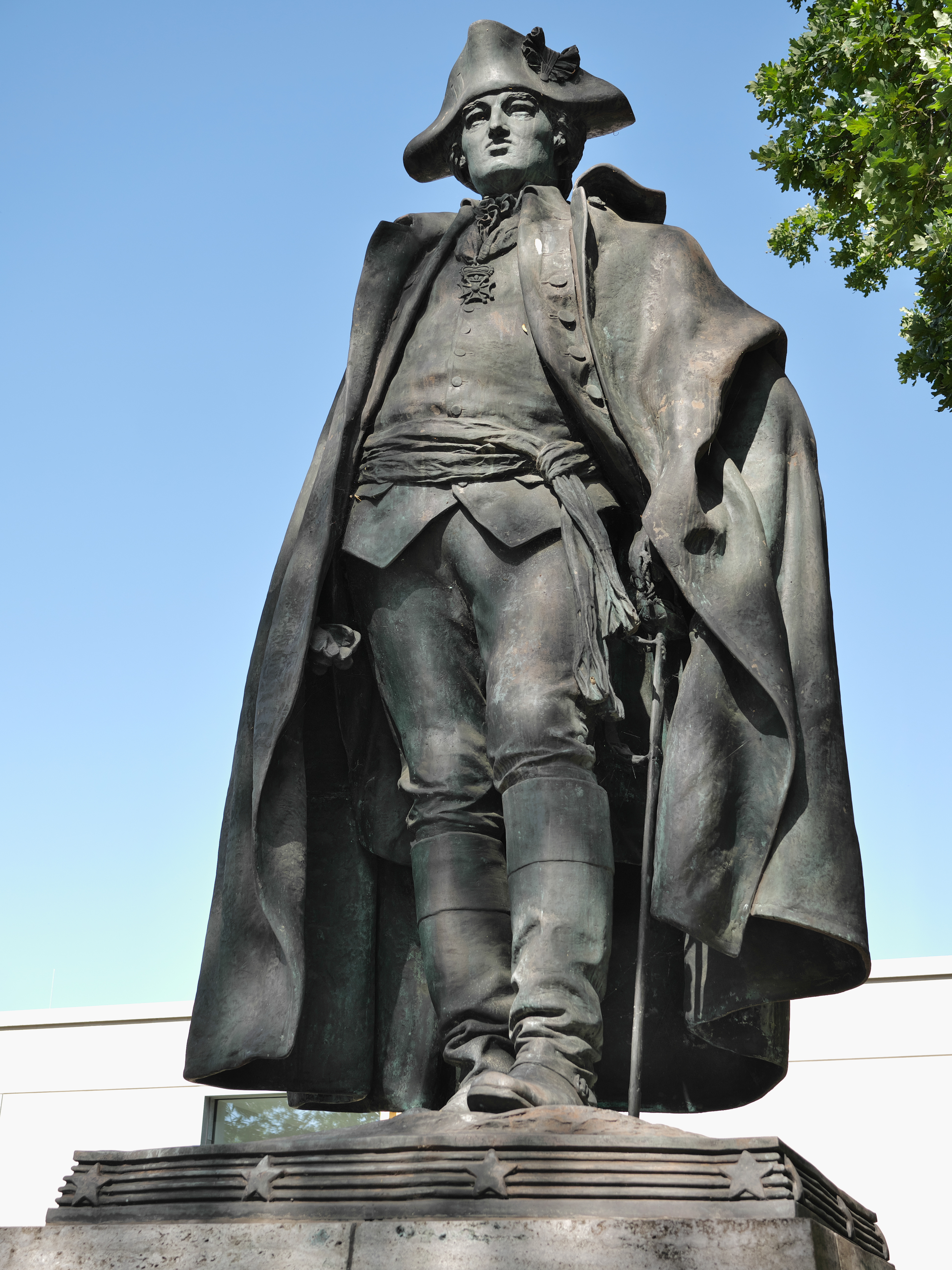
Denkmal von Friedrich Wilhelm von Steuben
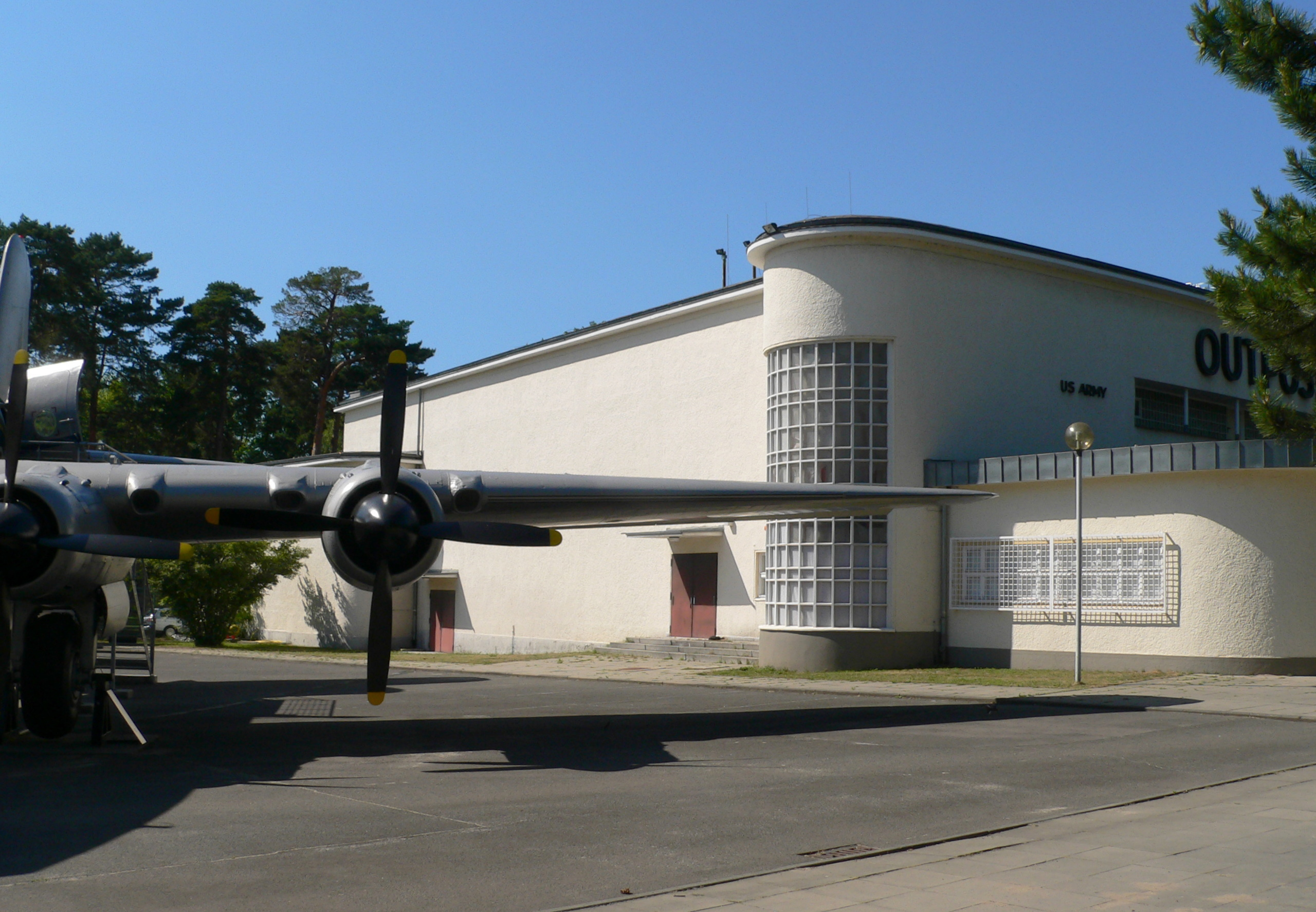
AlliiertenMuseum
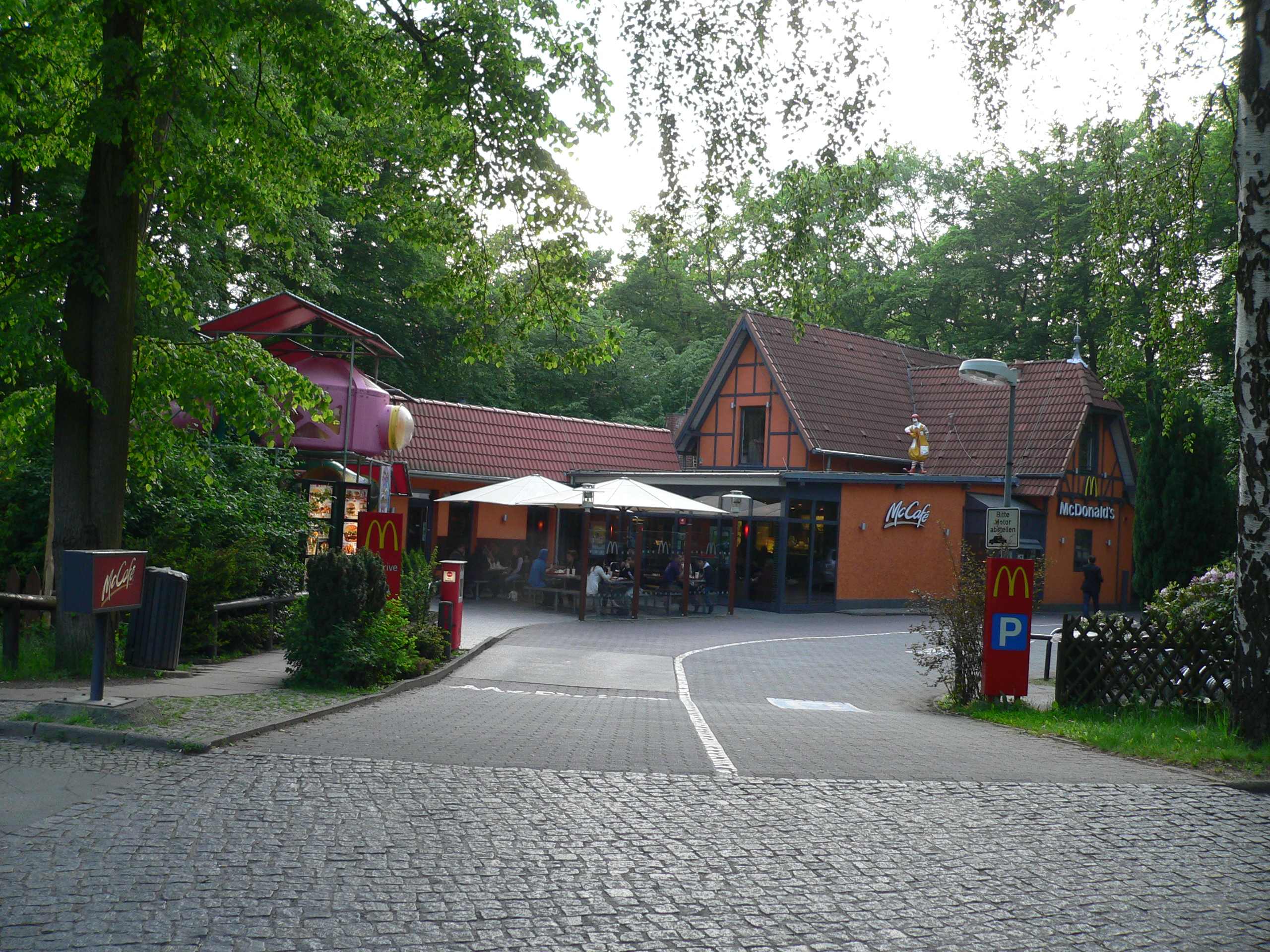
McDonald’s an der Clayallee
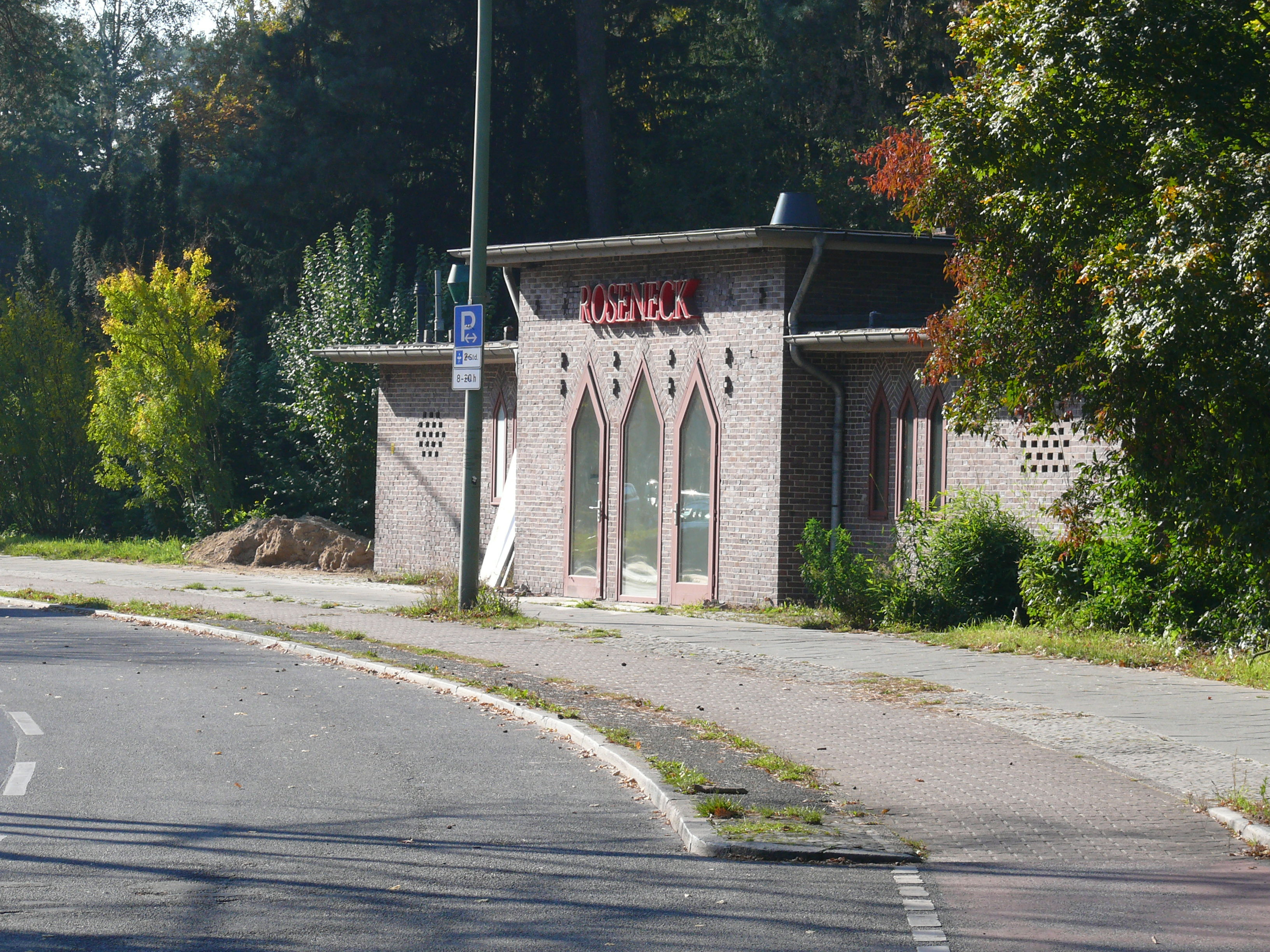
Restaurant Roseneck an der Clayallee